# Sequenciamento Shotgun
Em genética, o Sequenciamento Shotgun ou Sequenciação Shotgun, também conhecido como Clonagem Shotgun, é um método usado para sequenciamento de fitas longas de DNA. É batizado por analogia com o padrão de fogo de rápida expansão, quase aleatório de uma caçadeira (em inglês: shotgun).
O método de terminação de cadeia de sequenciamento de DNA (ou "Método de Sanger" por ter sido desenvolvido por Frederick Sanger) só pode ser usado para cadeias muito curtas de 100 a 1000 pares de bases. Sequências mais longas são subdivididas em fragmentos menores, que podem ser sequenciados separadamente, e, subsequentemente, elas são re-montadas para compor a sequência global. Dois métodos principais são usados para isso: primer walking (ou "chromosome walking") que progride através de toda a cadeia, pedaço por pedaço, e a Sequenciação Shotgun, que é um processo mais rápido, mas mais complexo que utiliza fragmentos aleatórios.
Na Sequenciação Shotgun,
o DNA é dividido aleatoriamente em numerosos pequenos segmentos, que são sequenciados utilizando o método de terminação de cadeia para obter leituras. Múltiplas leituras sobrepostas para o DNA-alvo são obtidas através da realização de várias rodadas desta fragmentação, e sequenciamento. Programas de computador, em seguida, usam as extremidades sobrepostas de diferentes leituras para reuni-las em uma sequência contínua.
O sequenciamento Shotgun foi uma das tecnologias precursoras que foi responsável por possibilitar o sequenciamento do genoma completo.

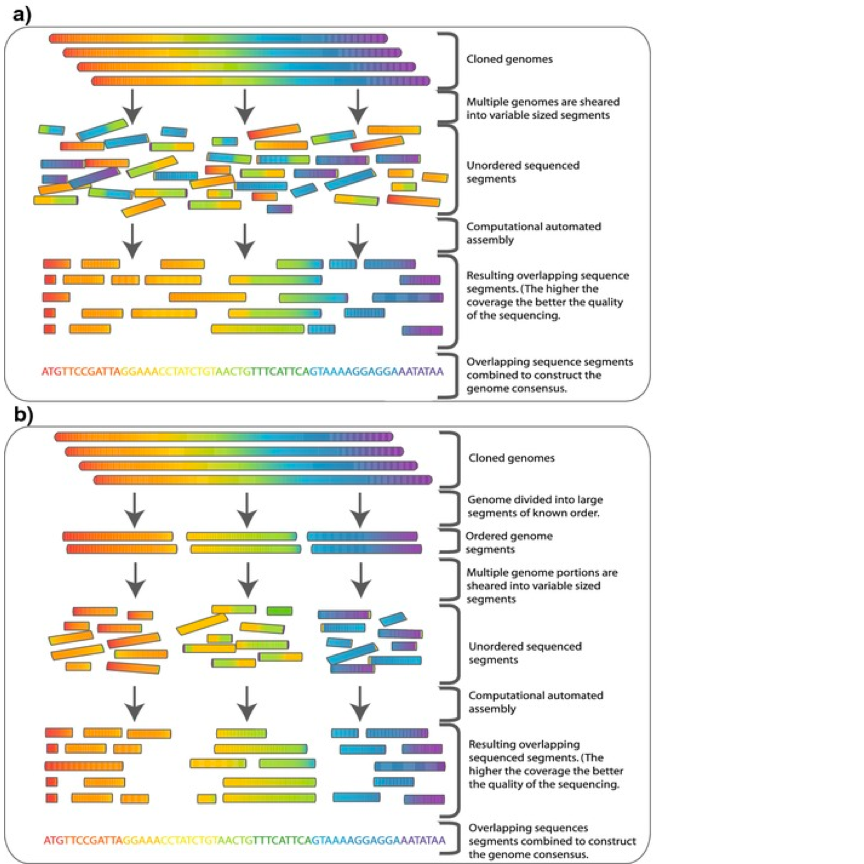
Sequenciamento shotgun do genoma completo versus sequenciamento shotgun hierárquico..

## Exemplo
Por exemplo, considere os seguintes duas rodadas de leituras shotgun:
| Cadeia                     | Sequência                                             |
| -------------------------- | ----------------------------------------------------- |
| Original                   | AGCATGCTGCAGTCATGCTTAGGCTA                            |
| Primeira sequência shotgun | AGCATGCTGCAGTCATGCT------- -------------------TAGGCTA |
| Segunda sequência shotgun  | AGCATG-------------------- ------CTGCAGTCATGCTTAGGCTA |
| Reconstrução               | AGCATGCTGCAGTCATGCTTAGGCTA                            |

Neste exemplo extremamente simplificado, nenhuma das leituras cobrem o comprimento total da sequência original, mas as quatro leituras podem ser montadas na sequência original utilizando a sobreposição das suas extremidades para as alinhar e ordenar. Na realidade, esse processo usa quantidades enormes de informação que são repletas de ambiguidades e erros de sequenciamento. A montagem de genomas complexos é adicionalmente complicada pela grande abundância de sequências repetitivas, significando que leituras curtas semelhantes poderiam vir de partes completamente diferentes da sequência.